# Рош ха-Шана (трактат)
«Рош ха-Шана», также «Рош га-Шана», «Рош а-Шана» (др.-евр. ראש השנה‬, ro'sh hashanah — «еврейский Новый год», букв. «голова года») — трактат в Мишне, Тосефте, Вавилонском и Иерусалимском Талмуде, в разделе Моэд. В Мишне этот трактат 8-й по порядку, а в обоих Талмудах — 7-й. Трактат «Рош ха-шана» содержит законы об обрядах одноименного праздника и о календарном счислении, то есть об установлении дат новомесячий и праздников.

## Предмет рассмотрения
Традиционный еврейский календарь, до сих пор используемый для определения дат праздников — лунно-солнечный, о чём имеется указание в Торе (Исх. 12:2). Так как синодический лунный месяц равен примерно 29,53 солнечных суток, продолжительность месяца в таком календаре может составлять либо 29, либо 30 дней и для своего определения требует либо астрономических расчётов, либо непосредственных наблюдений за появлением видимого серпа новой луны. В период существования Великого Синедриона продолжительность месяца определялась его постановлениями на основании показаний свидетелей: если в тридцатый день месяца приходили свидетели, утверждавшие, что видели новую луну, то после проверки их показаний этот день объявлялся первым днём нового месяца; если же свидетелей не было, то первым днём нового месяца объявлялся следующий день.
Относительно того, какой день считался у древних евреев началом нового года, мнения расходятся. Моисеев закон (Исх. 12:2) называет первым месяц исхода из Египта, соответствующий примерно марту — апрелю григорианского календаря (современное название этого месяца — нисан). При этом первый день этого месяца никак не выделяется, однако праздничным объявляется первый день седьмого месяца (современное название месяца — тишрей), приходящийся на начало осени:

В седьмой месяц, в первый [день] месяца да будет у вас покой, праздник труб, священное собрание [да будет у вас]; никакой работы не работайте и приносите жертву Господу.
— Лев. 23:24, 25
В Библии имеются некоторые указания на то, что в древности год отсчитывался с осени (Исх. 34:22, Иез. 40:1, Лев. 25:9, также из сравнения Неем. 1:1 и Неем. 2:1). Исходя их этого, предполагается, что древняя народная традиция относила начало года на осень, время завершения полевых работ, а официальная религиозная — на весну; в дальнейшем же новый год был отождествлён с упомянутым в Торе первым днём седьмого месяца, который Тора называет «день трубного звука» (יום תרועה, Чис. 29:1) или «праздник труб» (זכרון תרועה, букв. — «напоминание о трубном звуке»).
Предметом рассмотрения в трактате «Рош ха-Шана» являются две указанные темы: установление начала месяца по свидетельским показаниям и празднование нового года. Трактат имеет большое историческое значение, так как даёт ценный материал по истории социальных учреждений, регулировавших внутреннюю еврейскую жизнь в последние годы существования Второго Храма и первое время после его разрушения, a также ο взаимных отношениях различных народных партий.

## Содержание трактата
Трактат «Рош ха-Шана» в Мишне состоит из 4 глав и 35 параграфов. Как и многие другие трактаты, он начинается с числового правила: упоминаются четыре даты в году, к которым применяется название «начало года».
- Глава первая начинается с описания значения, которое несёт в себе день новолетия, а затем объясняет, почему важно установить точную дату начала нового месяца и в каких случаях свидетели появления новой луны ради сообщения об этом могут даже нарушить субботний покой.
- Глава вторая описывает процедуру освящения месяца синедрионом.
- Глава третья посвящена заповеди трубления в праздник рош ха-шана.
- Глава четвёртая рассказывает о вынужденных изменениях, внесённых в праздничные обряды после разрушения Иерусалимского храма, и описывает ритуал празднования нового года, который в целом соответствует современному.

## Интересные факты
- Трактат начинается с перечисления дат календаря, к которым применимо название «новый год». Помимо первого нисана, с которого идёт отсчёт месяцев и паломнических праздников, и первого тишрея, это ещё две даты, одна из которых определяет начало года для определения возраста приплода скота (с целью отделения десятины), другая — для определения возраста деревьев. В средние века установилась традиция отмечать приходящийся на середину зимы новый год деревьев как праздник.
- В следующем параграфе (1:2) сказано, что небесный суд выносит решения четыре раза в году: в Песах — об урожае хлеба на будущий год, в Шавуот — об урожае древесных плодов, в Суккот — о дождях, а в рош ха-шана — о судьбах людей.
- В Мишне, 2:1-2 упоминается ο том, как самаритяне (כותים) и боэтусеи прибегали к разным хитростям, чтобы вводить фарисеев в заблуждение и не давать им установить календарь согласно их толкованию.
- В Мишне, 2:8 рассказывается, что y раббана Гамлиэля на стене его комнаты была таблица (טבלא) с изображениями фаз луны, посредством которых он проверял показания свидетелей. Далее приводится рассказ ο его споре с рабби Иехошуа по поводу установления новолуния месяца тишрей. Раббан Гамлиэль на правах главы синедриона установил начало месяца на основании свидетельских показаний, но Иехошуа с ним не согласился, посчитав эти показания ложными. Тогда Гамлиэль приказал Иехошуа прийти к нему с посохом и деньгами в день, когда по расчёту Иехошуа должен быть Йом-кипур (тем самым продемонстрировав согласие с судебным решением). Рабби Иехошуа посоветовался с рабби Акивой и с рабби Досой бен-Гаркинасом[англ.], и они убедили его в том, что авторитет верховного суда неоспорим. Тогда Иехошуа исполнил приказ и примирился с Гамлиэлем.